# 那板水库
那板水库位于中国广西壮族自治区上思县思阳镇，是以灌溉为主，兼有发电、防洪、供水、养殖等功能的大（二）型水库。又称金印湖。
那板水库灌区以明江为界分南北干渠，干渠全长83.65千米，支渠全长237千米。